# Morti il 6 marzo
| Questa pagina contiene informazioni ricavate automaticamente dalle voci biografiche con l'ausilio del template Bio e di un bot. L'aggiornamento è periodico e automatico e ricostruisce completamente la pagina. Se manca una persona in questa lista, sei pregato di non aggiungerla, ma accertati piuttosto che la sua voce biografica contenga il template Bio e che i dati anagrafici siano correttamente compilati. Se il template Bio manca, inseriscilo tu stesso o, in alternativa, metti l'avviso {{tmp\|Bio}} che ne segnala la mancanza. Se i dati riportati sono sbagliati, correggi direttamente la voce biografica; le modifiche saranno visibili in questa lista entro pochi giorni. Per chiarimenti vedi il progetto biografie. La lista contiene solo le 561 persone che sono citate nell'enciclopedia e per le quali è stato implementato correttamente il template Bio. Pagina aggiornata al 17 ago 2025. |

## VI secolo(1)
- 538 - Fridolino di Säckingen, missionario e santo irlandese

## VII secolo(1)
- 690 - Giuliano di Toledo, vescovo, scrittore e santo spagnolo

## VIII secolo(1)
- 766 - Crodegango di Metz, vescovo franco

## X secolo(1)
- 995 - Teodorico, nobile tedesco

## XI secolo(1)
- 1070 - Ulrico I di Carniola, nobile tedesco

## XII secolo(2)
- 1137 - Ollegario di Tarragona, arcivescovo cattolico e beato spagnolo
- 1161 - Izjaslav III di Kiev, principe russo

## XIII secolo(2)
- 1238 - Al-Malik al-Kamil, sultano curdo
- 1251 - Rosa da Viterbo, religiosa e santa italiana (n. 1233)

## XIV secolo(1)
- 1372 - Jean Le Fèvre, cardinale e vescovo cattolico francese

## XV secolo(11)
- 1447 - Coletta di Corbie, religiosa e santa francese (n. 1381)
- 1458 - Friedrich Reiser, missionario tedesco (n. 1402)
- 1458 - Anna Weiler, predicatrice tedesca
- 1460 - Cristoforo I Torelli, militare italiano
- 1467 - Eleanor Beauchamp, nobile inglese (n. 1408)
- 1470 - Medea Colleoni, nobildonna italiana (n. 1455)
- 1473 - Giovanni V d'Armagnac, nobile francese (n. 1420)
- 1478 - Andrea Vendramin, politico italiano (n. 1400)
- 1479 - Leo von Spaur, vescovo cattolico austriaco (n. 1440)
- 1491 - Richard Woodville, III conte Rivers, nobile inglese
- 1492 - Raimondo Malatesta, italiano

## XVI secolo(10)
- 1501 - Antonio Maria Pico della Mirandola, militare italiano
- 1517 - Antonio Trombetta, francescano e arcivescovo cattolico italiano (n. 1436)
- 1525 - Ludovico Ricchieri, umanista italiano (n. 1469)
- 1531 - Pedro Arias Dávila, funzionario spagnolo
- 1543 - Baccio d'Agnolo, architetto e scultore italiano (n. 1462)
- 1545 - Georg Helt, umanista e teologo tedesco
- 1547 - Enrico Loffredo, vescovo cattolico italiano (n. 1507)
- 1558 - Luca Gaurico, vescovo cattolico e astrologo italiano (n. 1475)
- 1564 - Agostino Ricchi, commediografo e medico italiano (n. 1512)
- 1587 - Álvaro I del Congo, re (n. 1530)

## XVII secolo(19)
- 1610 - Benedetto Pereira, filosofo, teologo e linguista spagnolo
- 1615 - Pieter Both, ammiraglio olandese (n. 1568)
- 1616 - Francis Beaumont, drammaturgo e poeta inglese (n. 1584)
- 1630 - Estêvão Cacella, missionario e esploratore portoghese (n. 1585)
- 1633 - Giovanni Pietro de Pomis, pittore, medaglista e architetto italiano (n. 1565)
- 1637 - Crispijn van de Passe, incisore, pittore e disegnatore olandese (n. 1564)
- 1638 - Paulus Moreelse, pittore e architetto olandese (n. 1571)
- 1639 - Scipione Spina, vescovo cattolico italiano (n. 1542)
- 1656 - Bernardo Morando, poeta e romanziere italiano (n. 1589)
- 1656 - Carlo Giuseppe Orrigoni, poeta e scrittore italiano (n. 1595)
- 1657 - Modesto Gavazzi, arcivescovo cattolico italiano
- 1658 - Giovanni Serafino Bona, scrittore dalmata
- 1674 - Giovan Paolo Schor, pittore, scenografo e architetto austriaco (n. 1615)
- 1675 - Giuseppe Battista, poeta italiano (n. 1610)
- 1677 - Gabriel Perelle, incisore e disegnatore francese (n. 1604)
- 1678 - Donato Calvi, letterato e religioso italiano (n. 1613)
- 1683 - Guarino Guarini, architetto e teorico dell'architettura italiano (n. 1624)
- 1693 - Antonio Carafa, generale italiano (n. 1642)
- 1698 - Philip Sidney, III conte di Leicester, nobile e politico inglese (n. 1619)

## XVIII secolo(25)
- 1702 - Giovanni Pietro Tencalla, architetto svizzero (n. 1629)
- 1704 - Giuseppe Cei, vescovo cattolico italiano
- 1724 - Benedetto Falconcini, vescovo cattolico, giurista e scrittore italiano (n. 1657)
- 1727 - Jan van Bunnick, pittore olandese (n. 1654)
- 1731 - Johann Melchior Dinglinger, orafo tedesco (n. 1664)
- 1747 - Annibale Visconti, nobile e generale italiano (n. 1660)
- 1750 - Domenico Montagnana, liutaio italiano (n. 1686)
- 1754 - Henry Pelham, politico inglese (n. 1694)
- 1755 - Pier Leone Ghezzi, pittore italiano (n. 1674)
- 1757 - Franz Konrad von Stadion und Thannhausen, vescovo cattolico tedesco (n. 1679)
- 1758 - Henry Vane, I conte di Darlington, politico inglese (n. 1705)
- 1762 - Antonietta Amalia di Brunswick-Wolfenbüttel, principessa tedesca (n. 1696)
- 1763 - William Lowther, II baronetto, politico inglese (n. 1694)
- 1764 - Philip Yorke, I conte di Hardwicke, politico inglese (n. 1690)
- 1777 - Jeremias Friedrich Reuß, teologo tedesco (n. 1700)
- 1780 - Franz Anton Joseph von Hausen-Gleichenstorff, presbitero austriaco
- 1785 - Giulio Cesare Cordara, gesuita, storico e letterato italiano (n. 1704)
- 1785 - Leopoldo Andrea Guadagni, giurista italiano (n. 1705)
- 1786 - Charles-Germain de Saint-Aubin, disegnatore e incisore francese (n. 1721)
- 1788 - Romualdo de Sterlich, filosofo italiano (n. 1712)
- 1789 - Jean Chastel, francese (n. 1708)
- 1791 - Luigi del Giudice, arcivescovo cattolico italiano (n. 1709)
- 1796 - Guillaume-Thomas François Raynal, scrittore francese (n. 1713)
- 1797 - Giacomo Leonardis, incisore italiano (n. 1723)
- 1797 - Bianca Laura Saibante, poetessa e letterata italiana (n. 1723)

## XIX secolo(69)
- 1807 - Andrea Amoretti, incisore e tipografo italiano (n. 1758)
- 1812 - James Madison, vescovo anglicano statunitense (n. 1749)
- 1813 - Bonfiglio Guelfucci, politico, presbitero e scrittore italiano (n. 1721)
- 1815 - Lungtok Gyatso, monaco buddhista tibetano (n. 1806)
- 1815 - Francisco Javier de Lizana y Beaumont, arcivescovo cattolico spagnolo (n. 1749)
- 1820 - Luigi Engelberto d'Arenberg, duca (n. 1750)
- 1823 - Pierre-Louis Dupas, generale francese (n. 1761)
- 1828 - Domenico Feudale, vescovo cattolico e teologo italiano (n. 1750)
- 1833 - John William Ward, politico britannico (n. 1781)
- 1836 - Jim Bowie, militare statunitense (n. 1796)
- 1836 - Davy Crockett, militare e politico statunitense (n. 1786)
- 1836 - William Barret Travis, militare e avvocato statunitense (n. 1809)
- 1840 - Louis Say, imprenditore francese (n. 1774)
- 1841 - Wilhelm Mülhens, profumiere tedesco (n. 1762)
- 1841 - Giuseppe Settele, astronomo, archeologo e presbitero italiano (n. 1770)
- 1842 - Arnold Hermann Ludwig Heeren, storico e filologo tedesco (n. 1760)
- 1842 - Constanze Weber, tedesca (n. 1762)
- 1845 - Johann Joseph Achermann, pittore svizzero (n. 1790)
- 1846 - Antonio Bertoletti, generale italiano (n. 1775)
- 1850 - Pierre-Marie-Charles de Bernard du Grail de la Villette, scrittore e poeta francese (n. 1804)
- 1850 - Grégoire Girard, pedagogista svizzero (n. 1765)
- 1851 - Aleksandr Aleksandrovič Aljab'ev, compositore russo (n. 1787)
- 1854 - Charles Stewart, III marchese di Londonderry, politico e ufficiale irlandese (n. 1778)
- 1860 - Friedrich Dotzauer, violoncellista e compositore tedesco (n. 1783)
- 1860 - Pelagio Palagi, architetto e scultore italiano (n. 1775)
- 1865 - Carlotta Bonaparte, nobildonna francese (n. 1795)
- 1866 - Ignaz Paul Vital Troxler, medico, filosofo e politico svizzero (n. 1780)
- 1866 - William Whewell, filosofo, mineralogista e storico della scienza inglese (n. 1794)
- 1867 - Peter von Cornelius, pittore tedesco (n. 1783)
- 1867 - József Hild, architetto ungherese (n. 1789)
- 1869 - Tito Bassetti, letterato e patriota italiano (n. 1794)
- 1870 - Friedrich Karl zu Schwarzenberg, austriaco (n. 1800)
- 1871 - Pepita de Oliva, danzatrice spagnola (n. 1830)
- 1872 - Benjamin Chew Howard, politico statunitense (n. 1791)
- 1874 - Louise Rasmussen, ballerina e attrice teatrale danese (n. 1815)
- 1875 - Angelica Palli, scrittrice e patriota italiana (n. 1798)
- 1875 - John Timbs, scrittore, editore e antiquario inglese (n. 1801)
- 1877 - Joseph Autran, poeta e drammaturgo francese (n. 1813)
- 1877 - Johann Jacoby, politico tedesco (n. 1805)
- 1878 - Ruggiero Gabaleone di Salmour, economista e politico italiano (n. 1806)
- 1879 - Eduard von Kielmansegg, politico tedesco (n. 1804)
- 1880 - Friedrich Harkort, imprenditore e politico tedesco (n. 1793)
- 1880 - Adolphe Montigny, attore teatrale, drammaturgo e direttore teatrale francese (n. 1805)
- 1881 - Alessandro Nunziante, generale e politico italiano (n. 1815)
- 1882 - Bonaventura Mazzarella, magistrato, filosofo e pastore protestante italiano (n. 1818)
- 1883 - Johann Heinrich Friedrich Karl Witte, giurista, filologo e filosofo tedesco (n. 1800)
- 1884 - Camillo Di Pietro, cardinale e arcivescovo cattolico italiano (n. 1806)
- 1885 - Ireneo Aleandri, architetto italiano (n. 1795)
- 1887 - Andrea Sgarallino, militare italiano (n. 1819)
- 1888 - Louisa May Alcott, scrittrice statunitense (n. 1832)
- 1888 - Alois Wyrsch, politico svizzero (n. 1825)
- 1891 - Angelo Camillo De Meis, patriota, filosofo e politico italiano (n. 1817)
- 1892 - Étienne Arago, politico e commediografo francese (n. 1802)
- 1892 - Giuseppe Ciampi, basso italiano (n. 1832)
- 1892 - Alice James, scrittrice statunitense (n. 1848)
- 1892 - Edwards Pierrepont, politico e avvocato statunitense (n. 1817)
- 1894 - Federico Martini, ammiraglio e politico italiano (n. 1820)
- 1894 - Donato Partini, fantino italiano (n. 1822)
- 1895 - Giuseppe Basteris, politico italiano (n. 1829)
- 1895 - Camilla Collett, scrittrice norvegese (n. 1813)
- 1895 - Francesco Filippini, pittore italiano (n. 1853)
- 1895 - Henry Lazarus, clarinettista britannico (n. 1815)
- 1896 - Gian Luca Cavazzi della Somaglia, politico italiano (n. 1841)
- 1896 - Benedetto Lavecchia Guarnieri, arcivescovo cattolico italiano (n. 1813)
- 1897 - Salomé Ureña, poetessa e educatrice dominicana (n. 1850)
- 1898 - Felice Cavallotti, politico, poeta e drammaturgo italiano (n. 1842)
- 1900 - Giovanni Bortolucci, politico italiano (n. 1819)
- 1900 - Gottlieb Daimler, ingegnere e imprenditore tedesco (n. 1834)
- 1900 - Vito Fornari, presbitero e scrittore italiano (n. 1821)

## XX secolo(268)
- 1901 - John Jabez Edwin Mayall, fotografo e politico britannico (n. 1813)
- 1902 - Moritz Kaposi, dermatologo ungherese (n. 1837)
- 1903 - Ascanio Branca, patriota e politico italiano (n. 1840)
- 1903 - Giovan Battista Embriaco, inventore italiano (n. 1829)
- 1905 - Augusto Conti, filosofo italiano (n. 1822)
- 1905 - Makar Ekmalyan, compositore armeno (n. 1856)
- 1906 - Edoardo Arbib, patriota, politico e giornalista italiano (n. 1840)
- 1906 - Riccardo Montalban, politico italiano (n. 1844)
- 1906 - Pëtr Petrovič Schmidt, militare, comandante marittimo e rivoluzionario russo (n. 1867)
- 1907 - Karl von Waldburg-Wurzach, principe tedesco (n. 1825)
- 1909 - João Barbosa Rodrigues, ingegnere, naturalista e botanico brasiliano (n. 1842)
- 1909 - August Mau, archeologo tedesco (n. 1840)
- 1910 - Hermann Blankenstein, architetto tedesco (n. 1829)
- 1911 - Amalia Streitel, religiosa tedesca (n. 1844)
- 1911 - William Worrall Mayo, medico inglese (n. 1819)
- 1911 - Luigi Rossi, avvocato, politico e filantropo italiano (n. 1852)
- 1912 - Modesto Parlatore, scultore e architetto italiano (n. 1849)
- 1912 - Camillo Tassi, avvocato e politico italiano (n. 1849)
- 1913 - Paul Friedrich August Ascherson, storico, botanico e linguista tedesco (n. 1834)
- 1914 - Girolamo Rossi, archeologo, storico e numismatico italiano (n. 1831)
- 1914 - George Washington Vanderbilt II, collezionista d'arte statunitense (n. 1862)
- 1915 - George Cadogan, V conte Cadogan, politico britannico (n. 1840)
- 1915 - Louisa Jordan, infermiera scozzese (n. 1878)
- 1916 - James Key Caird, imprenditore scozzese (n. 1837)
- 1917 - Hector Frederik Estrup Jungersen, zoologo danese (n. 1854)
- 1917 - Valdemar Psilander, attore cinematografico danese (n. 1884)
- 1917 - Jules Vandenpeereboom, politico belga (n. 1843)
- 1918 - Placide Astier, politico e scienziato francese (n. 1856)
- 1918 - Angelo Muratori, patriota, politico e avvocato italiano (n. 1843)
- 1919 - George Eyser, ginnasta tedesco (n. 1870)
- 1919 - Gialdino Gialdini, compositore italiano (n. 1842)
- 1919 - Hilary Abner Herbert, politico statunitense (n. 1834)
- 1919 - Pierce McCan, politico irlandese (n. 1882)
- 1921 - Pio Joris, pittore e incisore italiano (n. 1843)
- 1921 - Domenico Marinangeli, patriarca cattolico italiano (n. 1831)
- 1922 - Hermann John Mandl, cavaliere austriaco (n. 1856)
- 1923 - Luigi Pirovano, calciatore italiano (n. 1895)
- 1926 - Carlo Avallone, ammiraglio italiano (n. 1850)
- 1926 - Alexander Carlisle, progettista britannico (n. 1854)
- 1927 - Marie Spartali Stillman, modella e pittrice inglese (n. 1844)
- 1929 - Otto Jaekel, paleontologo tedesco (n. 1863)
- 1929 - Ottone Penzig, botanico tedesco (n. 1856)
- 1930 - Herbert John Gladstone, politico britannico (n. 1854)
- 1930 - Arthur Twining Hadley, economista statunitense (n. 1856)
- 1930 - Alfred von Tirpitz, ammiraglio tedesco (n. 1849)
- 1931 - Wilhelm Haarmann, chimico tedesco (n. 1847)
- 1932 - John Philip Sousa, compositore e direttore di banda statunitense (n. 1854)
- 1933 - Umberto Gabbi, medico e politico italiano (n. 1860)
- 1935 - Karel Hugo Hilar, regista teatrale e scrittore ceco (n. 1885)
- 1935 - Max Hussarek von Heinlein, politico austro-ungarico (n. 1865)
- 1935 - Oliver Wendell Holmes, giurista statunitense (n. 1841)
- 1936 - Giorgio Asproni, imprenditore e ingegnere italiano (n. 1841)
- 1936 - Robert Desmettre, pallanuotista francese (n. 1901)
- 1936 - Conwy Lloyd Morgan, zoologo e psicologo britannico (n. 1852)
- 1936 - Einar Sahlstein, ginnasta finlandese (n. 1887)
- 1937 - Anna Laughlin, attrice statunitense (n. 1885)
- 1937 - Oreste Maggio, medico italiano (n. 1875)
- 1937 - Achille Monti, medico italiano (n. 1863)
- 1937 - Rudolf Otto, teologo e storico delle religioni tedesco (n. 1869)
- 1937 - Ernesto Tagliaferri, musicista italiano (n. 1889)
- 1938 - Michel Giacobini, astronomo francese (n. 1873)
- 1938 - Reginald Fleming Johnston, diplomatico britannico (n. 1874)
- 1938 - Nicola Serena di Lapigio, scrittore, saggista e giornalista italiano (n. 1875)
- 1939 - Serafino Belfanti, medico e politico italiano (n. 1860)
- 1939 - Prosper Bruggeman, canottiere belga (n. 1870)
- 1939 - Miron Cristea, arcivescovo ortodosso e politico rumeno (n. 1868)
- 1939 - Stanislao Gastaldon, compositore italiano (n. 1861)
- 1939 - Ferdinand von Lindemann, matematico tedesco (n. 1852)
- 1940 - Else Lehmann, attrice teatrale tedesca (n. 1866)
- 1941 - Gutzon Borglum, scultore statunitense (n. 1867)
- 1941 - Pietro Volpi, militare italiano (n. 1911)
- 1941 - Paul Wevers, canoista tedesco (n. 1907)
- 1942 - Edmondo Peluso, giornalista e antifascista italiano (n. 1882)
- 1942 - Johan Jasper Abraham van Staveren, ammiraglio olandese (n. 1889)
- 1943 - Jimmy Collins, giocatore di baseball e allenatore di baseball statunitense (n. 1870)
- 1944 - Melchiorre Cavezzali, presbitero italiano (n. 1865)
- 1944 - Izola Forrester, scrittrice, giornalista e sceneggiatrice statunitense (n. 1878)
- 1944 - Herman C. Raymaker, regista e sceneggiatore statunitense (n. 1893)
- 1944 - Vezio Terzi, militare e aviatore italiano (n. 1914)
- 1945 - Nullo Baldini, politico e sindacalista italiano (n. 1862)
- 1945 - Rudolf Karel, compositore e direttore d'orchestra ceco (n. 1880)
- 1945 - Battista Mellano, partigiano italiano (n. 1921)
- 1945 - Milena Pavlović-Barili, pittrice e illustratrice serba (n. 1909)
- 1945 - Giacomo Rossino, partigiano italiano (n. 1924)
- 1946 - Jean Choux, regista francese (n. 1887)
- 1947 - Auguste Champetier de Ribes, giurista e politico francese (n. 1882)
- 1947 - Halford Mackinder, geografo, politico e diplomatico britannico (n. 1861)
- 1948 - Kikuchi Kan, scrittore giapponese (n. 1888)
- 1948 - Ross Lockridge Jr., scrittore e insegnante statunitense (n. 1914)
- 1949 - Pietro Ermenegildo Daniele, matematico italiano (n. 1875)
- 1949 - Freddie Grubb, ciclista su strada britannico (n. 1887)
- 1949 - Isaia Levi, politico e imprenditore italiano (n. 1863)
- 1949 - Robert Storm Petersen, attore e regista danese (n. 1882)
- 1950 - Albert Lebrun, politico francese (n. 1871)
- 1950 - Filippo Mezzi, avvocato, dirigente d'azienda e politico italiano (n. 1857)
- 1950 - Vladimir Petrovič Vetčinkin, scienziato sovietico (n. 1888)
- 1951 - Phil Daubenspeck, pallanuotista statunitense (n. 1905)
- 1951 - Cipriano Giachetti, giornalista, scrittore e commediografo italiano (n. 1877)
- 1951 - Ivor Novello, attore, compositore e sceneggiatore gallese (n. 1893)
- 1951 - Volodymyr Kyrylovič Vynnyčenko, politico, scrittore e drammaturgo ucraino (n. 1880)
- 1952 - Franz Konrad, militare austriaco (n. 1906)
- 1952 - Giacomo Rimini, baritono italiano (n. 1888)
- 1952 - Jürgen Stroop, generale tedesco (n. 1895)
- 1953 - Ray Gallagher, attore statunitense (n. 1885)
- 1953 - Robert Thornby, regista, attore e sceneggiatore statunitense (n. 1888)
- 1954 - Carlo Edoardo di Sassonia-Coburgo-Gotha, nobile (n. 1884)
- 1954 - Hermann Dietrich, politico tedesco (n. 1879)
- 1954 - Massimo Massimi, cardinale italiano (n. 1877)
- 1955 - Achille Bertini Calosso, storico dell'arte italiano (n. 1882)
- 1955 - Karl Kirk, ginnasta danese (n. 1890)
- 1955 - Məhəmməd Rəsulzadə, politico azero (n. 1884)
- 1956 - John Russell, scrittore e sceneggiatore statunitense (n. 1885)
- 1956 - Domenico Stella, francescano e compositore italiano (n. 1881)
- 1957 - Giovanni Battista Biavaschi, politico italiano (n. 1878)
- 1957 - Alexander Godley, generale britannico (n. 1867)
- 1957 - Constantin Rădulescu-Motru, politico e filosofo rumeno (n. 1868)
- 1958 - Nikolaj Apollonovič Bajkov, ufficiale e scrittore russo (n. 1872)
- 1958 - Florence Dye, attrice statunitense (n. 1888)
- 1958 - Anton Reinthaller, politico austriaco (n. 1895)
- 1958 - Géza Székány, calciatore e allenatore di calcio ungherese (n. 1890)
- 1958 - Sam Taylor, regista, sceneggiatore e produttore cinematografico statunitense (n. 1895)
- 1959 - Maurice Bennett Flynn, attore statunitense (n. 1892)
- 1959 - Paolo Ravano, calciatore italiano (n. 1888)
- 1959 - Fred Stone, attore statunitense (n. 1873)
- 1960 - Jean Puy, pittore e poeta francese (n. 1876)
- 1960 - João da Silva, scultore, medaglista e gioielliere portoghese (n. 1880)
- 1961 - George Formby, attore e cantautore britannico (n. 1904)
- 1961 - Marcello Mimmi, cardinale e arcivescovo cattolico italiano (n. 1882)
- 1961 - Boris Andreevič Vil'kickij, navigatore, cartografo e geodeta russo (n. 1885)
- 1961 - George Woodger, calciatore inglese (n. 1883)
- 1962 - Juan Calvo Domenech, attore spagnolo (n. 1892)
- 1962 - René Laforgue, psichiatra e psicoanalista francese (n. 1894)
- 1962 - Turi Pandolfini, attore italiano (n. 1883)
- 1963 - Robert E. Cornish, biologo e scrittore statunitense (n. 1903)
- 1964 - Julius Bartels, geofisico tedesco (n. 1899)
- 1964 - Waldemar Blatskauskas, cestista brasiliano (n. 1938)
- 1964 - Paolo di Grecia, sovrano greco (n. 1901)
- 1964 - Edward Van Sloan, attore statunitense (n. 1882)
- 1965 - Margaret Dumont, attrice statunitense (n. 1882)
- 1965 - Jules Goux, pilota automobilistico francese (n. 1885)
- 1965 - Sonja Graf, scacchista tedesca (n. 1908)
- 1965 - Herbert Stanley Morrison, politico britannico (n. 1888)
- 1965 - Luigi Martino Spolverini, pediatra e politico italiano (n. 1873)
- 1966 - Richard Hageman, compositore olandese (n. 1881)
- 1966 - Charles Lomberg, multiplista svedese (n. 1886)
- 1966 - Raza Ali Khan Bahadur, principe indiano (n. 1908)
- 1966 - Kenneth S. Webb, regista, sceneggiatore e compositore statunitense (n. 1885)
- 1967 - Nelson Eddy, attore statunitense (n. 1901)
- 1967 - Albert Gladstone, canottiere britannico (n. 1886)
- 1967 - Kenneth Harlan, attore statunitense (n. 1895)
- 1967 - George Kelly, psicologo statunitense (n. 1905)
- 1967 - Zoltán Kodály, compositore, linguista e filosofo ungherese (n. 1882)
- 1968 - Ettore Baranzini, arcivescovo cattolico italiano (n. 1881)
- 1968 - Josephine Verstille Nivison, pittrice statunitense (n. 1883)
- 1968 - Léon Mathot, attore cinematografico e regista francese (n. 1886)
- 1969 - Eduardo Ordóñez, allenatore di calcio e calciatore portoricano (n. 1908)
- 1969 - Óscar Osorio, militare e politico salvadoregno (n. 1910)
- 1970 - Hans Heibach, calciatore tedesco (n. 1918)
- 1970 - William Hopper, attore e militare statunitense (n. 1915)
- 1970 - Meuccio Ruini, politico italiano (n. 1877)
- 1971 - Aldovino Fora, politico italiano (n. 1883)
- 1971 - Silvio Tavolaro, magistrato italiano (n. 1900)
- 1972 - Fritz Stolze, pallanuotista tedesco (n. 1910)
- 1973 - Pearl S. Buck, scrittrice, giornalista e filantropa statunitense (n. 1892)
- 1973 - Umberto Cuzzi, architetto italiano (n. 1891)
- 1973 - Aleksandr Lukič Ptuško, regista, animatore e sceneggiatore sovietico (n. 1900)
- 1974 - Edith Borella, attrice statunitense (n. 1890)
- 1974 - Marino Lupi, fantino italiano (n. 1928)
- 1974 - Eugenio Szabados, scacchista italiano (n. 1898)
- 1975 - Glenn Hardin, ostacolista statunitense (n. 1910)
- 1975 - Mario Mirko Vucetich, artista italiano (n. 1898)
- 1976 - Pál Fried, artista ungherese (n. 1893)
- 1976 - Maxie Rosenbloom, pugile e attore statunitense (n. 1904)
- 1976 - Armando Sapori, storico, archivista e politico italiano (n. 1892)
- 1976 - Milton Waldman, curatore editoriale statunitense (n. 1895)
- 1977 - Carlo Battisti, glottologo, linguista e bibliotecario italiano (n. 1882)
- 1977 - Grațian Sepi, calciatore rumeno (n. 1910)
- 1978 - Franco Anselmi, terrorista italiano (n. 1956)
- 1978 - Xercès Louis, calciatore francese (n. 1926)
- 1979 - Géza Kádas, nuotatore ungherese (n. 1926)
- 1979 - Charles Wagenheim, attore statunitense (n. 1896)
- 1981 - Aldo Galli, pittore e decoratore italiano (n. 1906)
- 1982 - Guido Artom, scrittore e curatore editoriale italiano (n. 1906)
- 1982 - Ayn Rand, scrittrice, filosofa e sceneggiatrice statunitense (n. 1905)
- 1982 - Gleb Zachodjakin, compositore di scacchi russo (n. 1912)
- 1983 - Cathy Berberian, mezzosoprano, compositrice e traduttrice statunitense (n. 1925)
- 1983 - Greta Knutson, pittrice, scrittrice e poetessa svedese (n. 1899)
- 1983 - Donald Duart Maclean, diplomatico e agente segreto britannico (n. 1913)
- 1983 - Mare Marjanović, calciatore jugoslavo (n. 1904)
- 1983 - Nino Palumbo, scrittore italiano (n. 1921)
- 1983 - Ambrogio Valsecchi, presbitero e teologo italiano (n. 1930)
- 1983 - Dave Williams, cestista statunitense (n. 1913)
- 1984 - Pierre Cochereau, organista, insegnante e compositore francese (n. 1924)
- 1984 - Billy Collins Jr., pugile statunitense (n. 1961)
- 1984 - Renato Jacopini, antifascista, militare e partigiano italiano (n. 1904)
- 1984 - Martin Niemöller, teologo e pastore protestante tedesco (n. 1892)
- 1984 - Henry Wilcoxon, attore dominicense (n. 1905)
- 1985 - Hans Brunke, calciatore tedesco (n. 1904)
- 1985 - Sebastian Huber, bobbista tedesco (n. 1901)
- 1985 - Gino Sarfatti, designer e imprenditore italiano (n. 1912)
- 1985 - Italo de Feo, scrittore, critico letterario e saggista italiano (n. 1912)
- 1986 - Adolph Caesar, attore statunitense (n. 1933)
- 1986 - Georgia O'Keeffe, pittrice statunitense (n. 1887)
- 1986 - Orlando Paladino Orlandini, scultore e medaglista italiano (n. 1905)
- 1986 - Vahram Papazyan, atleta armeno (n. 1892)
- 1986 - Jerry Paulson, cestista statunitense (n. 1935)
- 1986 - István Pelle, ginnasta ungherese (n. 1907)
- 1987 - Alfredo Boni, geologo e paleontologo italiano (n. 1909)
- 1987 - Wim Lagendaal, calciatore olandese (n. 1909)
- 1987 - John Spencer Trimingham, islamista britannico (n. 1904)
- 1988 - Jeanne Aubert, attrice e cantante francese (n. 1900)
- 1988 - Elio Piccon, regista italiano (n. 1925)
- 1988 - Dick Ricketts, cestista e giocatore di baseball statunitense (n. 1933)
- 1989 - Harry Andrews, attore britannico (n. 1911)
- 1989 - Julian Hosking, ballerino britannico (n. 1953)
- 1989 - Franca Marzi, attrice italiana (n. 1926)
- 1990 - Václav Bára, calciatore cecoslovacco (n. 1908)
- 1990 - Giovanni Battista Dal Prà, vescovo cattolico italiano (n. 1902)
- 1990 - Tarō Kagawa, calciatore giapponese (n. 1922)
- 1990 - Adam Papée, schermidore polacco (n. 1895)
- 1990 - Luciano Ramella, dirigente sportivo, allenatore di calcio e calciatore italiano (n. 1914)
- 1990 - Bertold Spuler, orientalista e iranista tedesco (n. 1911)
- 1991 - Mario Della Grisa, calciatore italiano (n. 1905)
- 1991 - Mario Iovine, mafioso italiano (n. 1938)
- 1991 - Joseph Lockwood, imprenditore e produttore discografico britannico (n. 1904)
- 1991 - Horace Winchell Magoun, fisiologo statunitense (n. 1907)
- 1991 - Salvo Randone, attore italiano (n. 1906)
- 1992 - Elvia Allman, attrice e doppiatrice statunitense (n. 1904)
- 1992 - Primo Arzilli, fantino italiano (n. 1912)
- 1992 - Roberto Lerici, editore, commediografo e sceneggiatore italiano (n. 1931)
- 1992 - Maria Helena Vieira da Silva, pittrice portoghese (n. 1908)
- 1993 - Kåre Bjørnsen, calciatore norvegese (n. 1934)
- 1993 - Valentina Michajlovna Borisenko, scacchista russa (n. 1920)
- 1993 - Douglas Marland, autore televisivo e attore statunitense (n. 1935)
- 1994 - Tengiz Evgen'evič Abuladze, sceneggiatore e regista sovietico (n. 1924)
- 1994 - Ray Arcel, allenatore di pugilato statunitense (n. 1899)
- 1994 - Mane Bajić, allenatore di calcio e calciatore jugoslavo (n. 1941)
- 1994 - Georges Géronimi, calciatore francese (n. 1892)
- 1994 - Konrad Heidkamp, calciatore tedesco (n. 1905)
- 1994 - Melina Merkouri, attrice, cantante e politica greca (n. 1920)
- 1994 - Ken Noritake, calciatore giapponese (n. 1922)
- 1995 - Jean Amila, scrittore francese (n. 1910)
- 1995 - Franco Bertinetti, schermidore italiano (n. 1923)
- 1995 - Barbara Lass, attrice polacca (n. 1940)
- 1995 - Arne Sørensen, calciatore norvegese (n. 1911)
- 1995 - Delroy Wilson, cantante giamaicano (n. 1948)
- 1996 - Perseu Abramo, giornalista e sociologo brasiliano
- 1996 - Jurandir de Freitas, calciatore brasiliano (n. 1940)
- 1996 - Zdeněk Škrland, canoista cecoslovacco (n. 1914)
- 1997 - Arnaldo Graziosi, pianista e compositore italiano (n. 1913)
- 1997 - Cheddi Jagan, politico guyanese (n. 1918)
- 1997 - Aleksandra Kapałczyńska, cestista polacca (n. 1934)
- 1997 - Michael Manley, politico giamaicano (n. 1924)
- 1998 - John Allin, vescovo anglicano statunitense (n. 1921)
- 1998 - Emilio Alonso, cestista cubano (n. 1913)
- 1998 - Giuseppe Belmonte, militare e agente segreto italiano (n. 1929)
- 1998 - Vanna Vanni, attrice italiana (n. 1915)
- 1999 - Hiroshi Hamaya, fotografo giapponese (n. 1915)
- 1999 - Ferenc Kardos, regista, sceneggiatore e produttore cinematografico ungherese (n. 1937)
- 1999 - János Parti, canoista ungherese (n. 1932)
- 1999 - Luigi Questa, generale e aviatore italiano (n. 1902)
- 1999 - Isa bin Salman Al Khalifa, sovrano bahreinita (n. 1933)
- 1999 - Dennis Viollet, allenatore di calcio e calciatore inglese (n. 1933)
- 2000 - Gianni Carchia, filosofo italiano (n. 1947)
- 2000 - Jean Curtillet, nuotatore francese (n. 1942)
- 2000 - Maurizio Frusoni, tenore italiano (n. 1941)
- 2000 - Mirko Drazen Grmek, scrittore croato (n. 1924)
- 2000 - Roberto Nobili, medico italiano (n. 1955)

## XXI secolo(149)
- 2001 - Edmond Bernhard, regista e sceneggiatore belga (n. 1919)
- 2001 - Mário Covas, ingegnere e politico brasiliano (n. 1930)
- 2001 - Jim Taylor, calciatore e allenatore di calcio inglese (n. 1917)
- 2001 - Kim Walker, attrice statunitense (n. 1968)
- 2001 - Luce d'Eramo, scrittrice italiana (n. 1925)
- 2002 - Ario Cantini, pittore e schermidore italiano (n. 1911)
- 2002 - Bryan Fogarty, hockeista su ghiaccio canadese (n. 1969)
- 2002 - Johnny Norlander, cestista statunitense (n. 1921)
- 2003 - Maurizio Chiari, costumista e scenografo italiano (n. 1926)
- 2003 - Carlo Copello, aviatore e militare italiano (n. 1918)
- 2003 - Michele Magno, sindacalista e politico italiano (n. 1917)
- 2003 - Luděk Pachman, scacchista cecoslovacco (n. 1924)
- 2003 - Hannah Semer, giornalista israeliana (n. 1924)
- 2004 - Aldo Bassi, politico italiano (n. 1920)
- 2004 - Nicola Chiricallo, calciatore e allenatore di calcio italiano (n. 1933)
- 2004 - Frances Dee, attrice statunitense (n. 1909)
- 2004 - Hercules, wrestler statunitense (n. 1956)
- 2005 - Hans Bethe, fisico e astronomo tedesco (n. 1906)
- 2005 - Hans von der Groeben, funzionario, politico e giornalista tedesco (n. 1907)
- 2005 - Chris van der Klaauw, politico e diplomatico olandese (n. 1924)
- 2005 - Gladys Marín, politica cilena (n. 1937)
- 2005 - Silvio Ortona, politico, partigiano e sindacalista italiano (n. 1916)
- 2005 - Teresa Wright, attrice statunitense (n. 1918)
- 2006 - Anne Braden, attivista statunitense (n. 1924)
- 2006 - Pedro María Iturriaga, calciatore spagnolo (n. 1939)
- 2006 - Clelia Marchi, agricoltrice e scrittrice italiana (n. 1912)
- 2006 - Biagia Marniti, poetessa, giornalista e bibliotecaria italiana (n. 1921)
- 2006 - Kirby Puckett, giocatore di baseball statunitense (n. 1960)
- 2006 - Dana Reeve, cantante, attrice e attivista statunitense (n. 1961)
- 2006 - Tito Tolin, saltatore con gli sci italiano (n. 1935)
- 2006 - Simon Ungers, architetto tedesco (n. 1957)
- 2007 - Jean Baudrillard, sociologo, filosofo e politologo francese (n. 1929)
- 2007 - Moshe Bejski, magistrato israeliano (n. 1921)
- 2007 - Bad News Brown, judoka e wrestler statunitense (n. 1943)
- 2007 - Lina Buffolente, fumettista italiana (n. 1924)
- 2007 - Ellen Lundström, ballerina e coreografa svedese (n. 1919)
- 2007 - Tănase Mureșanu, schermidore rumeno (n. 1940)
- 2008 - Lili Boniche, cantante algerino (n. 1922)
- 2008 - Peter Poreku Dery, cardinale e arcivescovo cattolico ghanese (n. 1918)
- 2008 - Reidar Flaa, calciatore norvegese (n. 1943)
- 2009 - Silvio Cesare Bonicelli, vescovo cattolico italiano (n. 1932)
- 2009 - Pierluigi Ciriaci, regista italiano (n. 1946)
- 2009 - Marquis Cooper, giocatore di football americano statunitense (n. 1982)
- 2009 - Francis Magalona, rapper, cantautore e attore filippino (n. 1964)
- 2009 - Kenny McIntosh, cestista statunitense (n. 1949)
- 2009 - Henri Pousseur, compositore belga (n. 1929)
- 2010 - Jack Connor, calciatore inglese (n. 1934)
- 2010 - Roger Gicquel, giornalista e conduttore televisivo francese (n. 1933)
- 2010 - Bruce Graham, architetto colombiano (n. 1925)
- 2010 - Endurance Idahor, calciatore nigeriano (n. 1984)
- 2010 - Mark Linkous, polistrumentista e cantante statunitense (n. 1962)
- 2010 - Carlo Montella, scrittore italiano (n. 1922)
- 2010 - Edgard Parizzia, cestista e allenatore di pallacanestro argentino (n. 1935)
- 2010 - Ronald Pettersson, hockeista su ghiaccio svedese (n. 1935)
- 2010 - Ole Schmidt, compositore, direttore d'orchestra e pianista danese (n. 1928)
- 2010 - Carol Marsh, attrice britannica (n. 1926)
- 2011 - Jean Bartel, modella e conduttrice televisiva statunitense (n. 1923)
- 2011 - Jean-Claude Lavaud, calciatore e allenatore di calcio francese (n. 1938)
- 2011 - Ján Popluhár, calciatore cecoslovacco (n. 1935)
- 2011 - Edward Ullendorff, linguista britannico (n. 1920)
- 2012 - Joe Byrd, musicista statunitense (n. 1933)
- 2012 - Nazzareno Cugurra, pittore e artista italiano (n. 1924)
- 2012 - Jan Dawidziuk, vescovo vetero-cattolico polacco (n. 1937)
- 2012 - Antonio Garzya, filologo classico e bizantinista italiano (n. 1927)
- 2012 - Willie Iverson, cestista statunitense (n. 1945)
- 2012 - Marquitos, calciatore spagnolo (n. 1933)
- 2012 - Donald M. Payne, politico statunitense (n. 1934)
- 2012 - Robert B. Sherman, compositore e paroliere statunitense (n. 1925)
- 2013 - Maciej Berbeka, alpinista polacco (n. 1954)
- 2013 - Sabine Bischoff, schermitrice tedesca (n. 1958)
- 2013 - Henry Blanc, fumettista e illustratore francese (n. 1921)
- 2013 - Alvin Lee, chitarrista, cantante e compositore britannico (n. 1944)
- 2013 - Stefano Losurdo, politico e avvocato italiano (n. 1940)
- 2013 - Romano Mazzini, scultore e ceramista italiano (n. 1939)
- 2013 - Andrej Panin, attore e regista sovietico (n. 1962)
- 2013 - Andrea Romagnoli, inventore, progettista e imprenditore italiano (n. 1928)
- 2014 - Sérgio Guerra, politico e economista brasiliano (n. 1947)
- 2014 - Barbro Kollberg, attrice svedese (n. 1917)
- 2014 - Sheila MacRae, attrice, cantante e ballerina britannica (n. 1921)
- 2014 - Luis Rentería, calciatore panamense (n. 1988)
- 2014 - Manlio Sgalambro, filosofo, scrittore e poeta italiano (n. 1924)
- 2015 - Pilar Montoya, danzatrice spagnola (n. 1960)
- 2016 - Wally Bragg, calciatore inglese (n. 1929)
- 2016 - Paolo Giglio, arcivescovo cattolico maltese (n. 1927)
- 2016 - Arto Koivisto, cestista finlandese (n. 1930)
- 2016 - Georg Loos, pilota automobilistico tedesco (n. 1943)
- 2016 - Aldo Ralli, attore italiano (n. 1935)
- 2016 - Nancy Reagan, attrice e first lady statunitense (n. 1921)
- 2016 - María Rostworowski, storica peruviana (n. 1915)
- 2017 - Bill Hougland, cestista statunitense (n. 1930)
- 2017 - Salvatore Martire, calciatore italiano (n. 1931)
- 2017 - Marek Ostrowski, calciatore polacco (n. 1959)
- 2017 - Eddy Pauwels, ciclista su strada belga (n. 1935)
- 2017 - Alberto Zedda, musicista e direttore d'orchestra italiano (n. 1928)
- 2018 - Göran Abrahamsson, schermidore svedese (n. 1931)
- 2018 - Donna Butterworth, attrice e cantante statunitense (n. 1956)
- 2018 - Paul Bùi Văn Đọc, arcivescovo cattolico vietnamita (n. 1944)
- 2018 - John Kurila, calciatore scozzese (n. 1941)
- 2018 - Peter Nicholls, critico letterario e scrittore australiano (n. 1939)
- 2018 - Francis Piasecki, calciatore e allenatore di calcio francese (n. 1951)
- 2018 - Margarethe Stolz-Hoke, pittrice italiana (n. 1925)
- 2018 - John Sulston, biologo britannico (n. 1942)
- 2018 - Teodoro Zeccoli, pilota automobilistico italiano (n. 1929)
- 2019 - Giovanni Chieffi, medico e biologo italiano (n. 1927)
- 2019 - Ernesto Horacio Crespo, generale argentino (n. 1929)
- 2019 - Guillaume Faye, giornalista e scrittore francese (n. 1949)
- 2019 - Gaston Gambor, cestista centrafricano (n. 1948)
- 2019 - Roberto Morisi, architetto italiano (n. 1926)
- 2019 - Daniel Rudisha, velocista keniota (n. 1945)
- 2019 - Carolee Schneemann, artista e pittrice statunitense (n. 1939)
- 2020 - McCoy Tyner, pianista e compositore statunitense (n. 1938)
- 2020 - Magdaleno Mercado, calciatore messicano (n. 1944)
- 2020 - David Paul, attore statunitense (n. 1957)
- 2020 - Henri Richard, hockeista su ghiaccio canadese (n. 1936)
- 2020 - Elinor Ross, soprano statunitense (n. 1926)
- 2020 - Peter David Gregory Smith, arcivescovo cattolico britannico (n. 1943)
- 2021 - Franco Acosta, calciatore uruguaiano (n. 1996)
- 2021 - Chi Shangbin, allenatore di calcio, dirigente sportivo e calciatore cinese (n. 1949)
- 2021 - Renée Doria, soprano francese (n. 1921)
- 2021 - Konrad Kornek, calciatore polacco (n. 1937)
- 2021 - Natalino Libralesso, doppiatore italiano (n. 1941)
- 2021 - Miguel Eduardo Miranda, calciatore peruviano (n. 1966)
- 2021 - Lou Ottens, ingegnere olandese (n. 1926)
- 2021 - Carmel Quinn, cantante e attrice irlandese (n. 1925)
- 2021 - Nikki van der Zyl, doppiatrice tedesca (n. 1935)
- 2022 - Robbie Brightwell, velocista britannico (n. 1939)
- 2022 - Wilhelm Huberts, calciatore e allenatore di calcio austriaco (n. 1938)
- 2022 - Margit Korondi, ginnasta ungherese (n. 1932)
- 2022 - Frank O'Farrell, calciatore e allenatore di calcio irlandese (n. 1927)
- 2023 - Georgina Beyer, politica neozelandese (n. 1957)
- 2023 - Valerio Castronovo, storico e giornalista italiano (n. 1935)
- 2023 - Pavel Charin, canoista sovietico (n. 1927)
- 2023 - Egon Hansen, calciatore danese (n. 1937)
- 2023 - Rino Icardi, giornalista e paroliere italiano (n. 1937)
- 2023 - Jörg Jarnut, storico tedesco (n. 1942)
- 2023 - Traute Lafrenz, attivista e medica tedesca (n. 1919)
- 2023 - Benigno Luigi Papa, arcivescovo cattolico italiano (n. 1935)
- 2023 - Alfonso Quaranta, magistrato e giurista italiano (n. 1936)
- 2023 - Josef Vojta, calciatore cecoslovacco (n. 1935)
- 2024 - Cecilia Eckelmann Battistello, imprenditrice italiana (n. 1950)
- 2024 - Antonio Mele, giornalista e disegnatore italiano (n. 1942)
- 2024 - Martin Ndongo-Ebanga, pugile camerunese (n. 1966)
- 2024 - Rimas Tuminas, regista teatrale lituano (n. 1952)
- 2024 - Claudio Velluti, cestista e altista italiano (n. 1939)
- 2025 - Dick Cherry, dirigente sportivo e hockeista su ghiaccio canadese (n. 1937)
- 2025 - Brian James, chitarrista britannico (n. 1955)
- 2025 - Vincenzo Lorenzelli, chimico e nuotatore italiano (n. 1933)
- 2025 - Domingo Massaro, calciatore e arbitro di calcio cileno (n. 1927)
- 2025 - Klaus Richtzenhain, mezzofondista tedesco (n. 1934)